# Пламли, Майлс
Майлс Кристиан Пламли (англ. Miles Christian Plumlee; родился 1 сентября 1988 года в Форт-Уэйне, Индиана) — американский профессиональный баскетболист.

## Студенческая карьера
Выступал за «Дьюк Блю Девилз» на протяжении 4 сезонов. В 2010 году стал чемпионом NCAA.

## Профессиональная карьера

### Индиана Пейсерс (2012—2013)
Пламли был выбран под общим 26-м номером на драфте НБА 2012 года клубом «Индиана Пэйсерс». В течение сезона Майлс несколько раз отправлялся в фарм-клуба Мемфиса «Форт-Уэйн Мэд Энтс».

### Финикс Санс (2013—2015)
27 июля 2013 года был обменян в «Финикс Санз» вместе с Джеральдом Грином и пиком первого раунда драфта 2014 года на Луиса Сколу. В 2014 году Пламли принял участие в матче новичков НБА вместо травмированного Перо Антича.

### Милуоки Бакс (2015—2017)
19 февраля 2015 года Пламли вместе с одноклубником Тайлером Эннисом были проданы в «Милуоки Бакс» в рамках трёхстороннего обмена, в котором также участвовала «Филадельфия Сиксерс». В рамках обмена Бакс также получили Майкла Картера-Уильямса из Филадельфии. Финикс получил Брэндона Найта из Милуоки, а Филадельфия получила драфт-пик первого раунда Финикса.
2 августа 2016 года Пламли продлил контракт с Бакс на 4 года на сумму 52 миллиона долларов.

### Шарлотт Хорнетс (2017)
2 февраля 2017 года по финансовым соображениям Майлс был обменян в «Шарлотт Хорнетс» на Спенсера Хоуса и Роя Хибберта.

### Атланта Хокс (2017—2019)
20 июня 2017 года Пламли был обменян в «Атланта Хокс» вместе со своим одноклубником Марко Белинелли. Шарлотт в ответ получила Дуайта Ховарда и 31-й общий драфт-пик 2017 года.

### Мемфис Гриззлис (2019)
7 июля 2019 года Пламли был обменян в «Мемфис Гриззлис».
19 октября 2019 года он был отчислен «Гриззлис».

### Чжэцзян Лайонс (2019—2020)
13 декабря 2019 года Пламли подписал контракт с командой «Чжэцзян Лайонс» из Китайской баскетбольной ассоциации. Он был отчислен клубом 2 января 2020 года после семи игр.

### Перт Уайлдкэтс (2020)
8 января 2020 года Пламли подписал контракт с командой «Перт Уайлдкэтс» на оставшуюся часть сезона НБЛ 2019-20. В своей третьей игре за «Уайлдкэтс» 25 января Пламли набрал 23 очка и 18 подборов против «Брейкерс», став первым игроком «Уайлдкэтс», набравшим 20+ очков и 15+ подборов в игре с 2007 года. В марте 2020 года он стал чемпионом НБЛ.

## Семья
Майлс имеет братьев Мейсона и Маршалла и сестру Мадлен. Все три брата были вовлечены в баскетбольую программу Университета Дьюк; Майлз и младший брат Мейсон были шестой парой братьев выступавших за «Дьюк Блю Девилз». Его сестра, Мадлен, играет в волейбол в Университете Нотр-Дама. Младший брат, Мейсон, был выбран под общим 22-м номером на драфте НБА 2013 года клубом «Бруклин Нетс».

## Статистика

### Статистика в НБА
| Сезон                                                                                    | Команда | Регулярный сезон | Регулярный сезон | Регулярный сезон | Регулярный сезон | Регулярный сезон | Регулярный сезон | Регулярный сезон | Регулярный сезон | Регулярный сезон | Регулярный сезон | Регулярный сезон | Серия плей-офф | Серия плей-офф | Серия плей-офф | Серия плей-офф | Серия плей-офф | Серия плей-офф | Серия плей-офф | Серия плей-офф | Серия плей-офф | Серия плей-офф | Серия плей-офф |
| Сезон                                                                                    | Команда | GP               | GS               | MPG              | FG%              | 3P%              | FT%              | RPG              | APG              | SPG              | BPG              | PPG              | GP             | GS             | MPG            | FG%            | 3P%            | FT%            | RPG            | APG            | SPG            | BPG            | PPG            |
| ---------------------------------------------------------------------------------------- | ------- | ---------------- | ---------------- | ---------------- | ---------------- | ---------------- | ---------------- | ---------------- | ---------------- | ---------------- | ---------------- | ---------------- | -------------- | -------------- | -------------- | -------------- | -------------- | -------------- | -------------- | -------------- | -------------- | -------------- | -------------- |
| 2012/13                                                                                  | Индиана | 14               | 0                | 3,9              | 23,8             | -                | 75,0             | 1,6              | 0,1              | 0,0              | 0,2              | 0,9              | Не участвовал  | Не участвовал  | Не участвовал  | Не участвовал  | Не участвовал  | Не участвовал  | Не участвовал  | Не участвовал  | Не участвовал  | Не участвовал  | Не участвовал  |
| 2013/14                                                                                  | Финикс  | 80               | 79               | 24,5             | 51,7             | -                | 56,1             | 7,8              | 0,5              | 0,6              | 1,1              | 8,1              | Не участвовал  | Не участвовал  | Не участвовал  | Не участвовал  | Не участвовал  | Не участвовал  | Не участвовал  | Не участвовал  | Не участвовал  | Не участвовал  | Не участвовал  |
| 2014/15                                                                                  | Финикс  | 54               | 28               | 18,6             | 54,9             | -                | 50,0             | 5,1              | 0,5              | 0,6              | 1,0              | 4,3              | Не участвовал  | Не участвовал  | Не участвовал  | Не участвовал  | Не участвовал  | Не участвовал  | Не участвовал  | Не участвовал  | Не участвовал  | Не участвовал  | Не участвовал  |
| 2014/15                                                                                  | Милуоки | 19               | 0                | 10,0             | 49,2             | -                | 37,5             | 2,4              | 0,4              | 0,3              | 0,6              | 3,2              | 1              | 0              | 16,4           | 12,5           | -              | 50,0           | 6,0            | 1,0            | 0,0            | 1,0            | 3,0            |
| 2015/16                                                                                  | Милуоки | 61               | 14               | 14,3             | 60,1             | -                | 57,6             | 3,8              | 0,3              | 0,3              | 0,8              | 5,1              | Не участвовал  | Не участвовал  | Не участвовал  | Не участвовал  | Не участвовал  | Не участвовал  | Не участвовал  | Не участвовал  | Не участвовал  | Не участвовал  | Не участвовал  |
| 2016/17                                                                                  | Милуоки | 32               | 12               | 9,7              | 44,1             | -                | 62,9             | 1,7              | 0,6              | 0,3              | 0,3              | 2,6              | Не участвовал  | Не участвовал  | Не участвовал  | Не участвовал  | Не участвовал  | Не участвовал  | Не участвовал  | Не участвовал  | Не участвовал  | Не участвовал  | Не участвовал  |
| 2016/17                                                                                  | Шарлотт | 13               | 0                | 13,4             | 58,3             | -                | 75,0             | 3,2              | 0,2              | 0,5              | 0,3              | 2,4              | Не участвовал  | Не участвовал  | Не участвовал  | Не участвовал  | Не участвовал  | Не участвовал  | Не участвовал  | Не участвовал  | Не участвовал  | Не участвовал  | Не участвовал  |
| 2017/18                                                                                  | Атланта | 55               | 35               | 16,7             | 58,3             | -                | 45,0             | 4,1              | 0,8              | 0,3              | 0,5              | 4,3              | Не участвовал  | Не участвовал  | Не участвовал  | Не участвовал  | Не участвовал  | Не участвовал  | Не участвовал  | Не участвовал  | Не участвовал  | Не участвовал  | Не участвовал  |
| 2018/19                                                                                  | Атланта | 18               | 0                | 9,6              | 66,7             | -                | 53,3             | 2,2              | 0,9              | 0,3              | 0,2              | 4,4              | Не участвовал  | Не участвовал  | Не участвовал  | Не участвовал  | Не участвовал  | Не участвовал  | Не участвовал  | Не участвовал  | Не участвовал  | Не участвовал  | Не участвовал  |
|                                                                                          | Всего   | 346              | 168              | 16,4             | 54,2             | -                | 54,3             | 4,5              | 0,5              | 0,4              | 0,7              | 4,9              | 1              | 0              | 16,4           | 12,5           | -              | 50,0           | 6,0            | 1,0            | 0,0            | 1,0            | 3,0            |
| Наведите курсор мыши на аббревиатуры в заголовке таблицы, чтобы прочесть их расшифровку. |         |                  |                  |                  |                  |                  |                  |                  |                  |                  |                  |                  |                |                |                |                |                |                |                |                |                |                |                |

### Статистика в Джи-Лиге
| Сезон                                                                                    | Команда            | Регулярный сезон | Регулярный сезон | Регулярный сезон | Регулярный сезон | Регулярный сезон | Регулярный сезон | Регулярный сезон | Регулярный сезон | Регулярный сезон | Регулярный сезон | Регулярный сезон | Серия плей-офф | Серия плей-офф | Серия плей-офф | Серия плей-офф | Серия плей-офф | Серия плей-офф | Серия плей-офф | Серия плей-офф | Серия плей-офф | Серия плей-офф | Серия плей-офф |
| Сезон                                                                                    | Команда            | GP               | GS               | MPG              | FG%              | 3P%              | FT%              | RPG              | APG              | SPG              | BPG              | PPG              | GP             | GS             | MPG            | FG%            | 3P%            | FT%            | RPG            | APG            | SPG            | BPG            | PPG            |
| ---------------------------------------------------------------------------------------- | ------------------ | ---------------- | ---------------- | ---------------- | ---------------- | ---------------- | ---------------- | ---------------- | ---------------- | ---------------- | ---------------- | ---------------- | -------------- | -------------- | -------------- | -------------- | -------------- | -------------- | -------------- | -------------- | -------------- | -------------- | -------------- |
| 2012/13                                                                                  | Форт-Уэйн Мэд Энтс | 15               | 12               | 30,4             | 45,7             | -                | 50,0             | 10,2             | 1,2              | 0,8              | 1,9              | 11,2             | Не участвовал  | Не участвовал  | Не участвовал  | Не участвовал  | Не участвовал  | Не участвовал  | Не участвовал  | Не участвовал  | Не участвовал  | Не участвовал  | Не участвовал  |
| 2017/18                                                                                  | Эри Бэйхокс        | 2                | 2                | 15,9             | 42,9             | -                | -                | 3,0              | 0,5              | 1,0              | 1,0              | 3,0              | Не участвовал  | Не участвовал  | Не участвовал  | Не участвовал  | Не участвовал  | Не участвовал  | Не участвовал  | Не участвовал  | Не участвовал  | Не участвовал  | Не участвовал  |
|                                                                                          | Всего              | 17               | 14               | 28,7             | 45,6             | -                | 50,0             | 9,4              | 1,1              | 0,8              | 1,8              | 10,2             | Не участвовал  | Не участвовал  | Не участвовал  | Не участвовал  | Не участвовал  | Не участвовал  | Не участвовал  | Не участвовал  | Не участвовал  | Не участвовал  | Не участвовал  |
| Наведите курсор мыши на аббревиатуры в заголовке таблицы, чтобы прочесть их расшифровку. |                    |                  |                  |                  |                  |                  |                  |                  |                  |                  |                  |                  |                |                |                |                |                |                |                |                |                |                |                |

### Статистика в колледже
| Сезон                                                                                   | Команда | GP  | GS | MPG  | FG%  | 3P%   | FT%  | RPG | APG | SPG | BPG | PPG |  |
| --------------------------------------------------------------------------------------- | ------- | --- | -- | ---- | ---- | ----- | ---- | --- | --- | --- | --- | --- |  |
| 2008/09                                                                                 | Дьюк    | 24  | 2  | 6,8  | 47,4 | -     | 54,5 | 1,4 | 0,0 | 0,2 | 0,5 | 1,8 |  |
| 2009/10                                                                                 | Дьюк    | 40  | 24 | 16,4 | 56,1 | 100,0 | 66,1 | 4,9 | 0,3 | 0,5 | 0,7 | 5,2 |  |
| 2010/11                                                                                 | Дьюк    | 37  | 16 | 18,0 | 57,6 | -     | 54,8 | 5,2 | 0,6 | 0,6 | 0,6 | 5,2 |  |
| 2011/12                                                                                 | Дьюк    | 34  | 16 | 20,5 | 61,0 | -     | 63,2 | 7,1 | 0,5 | 0,5 | 0,9 | 6,6 |  |
|                                                                                         | Всего   | 135 | 58 | 16,2 | 57,3 | 100,0 | 61,1 | 4,9 | 0,4 | 0,5 | 0,7 | 4,9 |  |
| Наведите курсор мыши на аббревиатуры в заголовке таблицы, чтобы прочесть их расшифровку |         |     |    |      |      |       |      |     |     |     |     |     |  |

### Статистика в других лигах
| Сезон | Команда        | Лига     | GP | GS | MPG  | FG%  | 3P% | FT%  | RPG | APG | SPG | BPG | PFL | TOV | PPG  |
| --- | -------------- | -------- | -- | -- | ---- | ---- | --- | ---- | --- | --- | --- | --- | --- | --- | ---- |
| 2019/20 | Все клубы      | Все лиги | 20 | 15 | 22,0 | 53,5 | -   | 45,3 | 7,0 | 1,2 | 0,6 | 1,1 | 2,9 | 1,9 | 9,6  |
| 2019/20 | Чжэцзян Лайонс | КБА      | 7  | 3  | 25,7 | 42,7 | -   | 45,0 | 7,9 | 1,3 | 0,1 | 1,6 | 2,7 | 2,0 | 11,3 |
| 2019/20 | Перт Уайлдкэтс | НБЛ      | 13 | 12 | 20,0 | 65,3 | -   | 45,5 | 6,5 | 1,2 | 0,8 | 0,8 | 2,9 | 1,8 | 8,7  |
| Всего | Всего          | Всего    | 20 | 15 | 22,0 | 53,5 | -   | 45,3 | 7,0 | 1,2 | 0,6 | 1,1 | 2,9 | 1,9 | 9,6  |
| Наведите курсор мыши на аббревиатуры в заголовке таблицы, чтобы прочесть их расшифровку Статистика приведена с сайта basketball.realgm.com |                |          |    |    |      |      |     |      |     |     |     |     |     |     |      |